# ویسو
ویسو (به ایتالیایی: Visso) یک کومونه در ایتالیا است که در استان ماچراتا واقع شده‌است.

## خصوصیات
ویسو ۹۹٫۷ کیلومترمربع مساحت و ۱٬۲۳۸ نفر جمعیت دارد.